# Hamburger Illustrierte

Titelblatt (1942)

Die Hamburger Illustrierte war eine deutsche Wochenzeitung, die von 1918 bis 1945 herausgegeben wurde.

## Beschreibung
Das Blatt knüpfte in seinem Stil an die Berliner Illustrirte Zeitung an. Es erschien im Hamburger Broschek-Verlag. Im Blatt erschienen insbesondere mit zahlreichen Fotos unterlegte Artikel zu den Themen Politik, Wirtschaft, Sport und Kultur. Die Wochenzeitung war insbesondere für den Fotojournalismus von hoher Bedeutung.
Eine Mikrofilm-Ausgabe ist in Dortmund im Mikrofilmarchiv der Deutschsprachigen Presse archiviert.